# Nyctemera aegrota
Nyctemera aegrota är en fjärilsart som beskrevs av Swinhoe 1903. Nyctemera aegrota ingår i släktet Nyctemera och familjen björnspinnare. Inga underarter finns listade i Catalogue of Life.